# Benaocaz
Benaocaz es un municipio español de la provincia de Cádiz, Andalucía. Se encuentra al noreste de la provincia de Cádiz, en la zona más occidental de la Cordillera Bética, concretamente en la sierra del Endrinal, al sur del río Tavizna, encontrándose su término municipal dentro del parque natural Sierra de Grazalema, a excepción de la zona más occidental que se encuentra en el parque natural de Los Alcornocales. Forma parte de la Ruta de los Pueblos Blancos: su término municipal limita al norte con Grazalema; al sur con Ubrique; al este con Villaluenga del Rosario; y al oeste con el de El Bosque. Según el INE, en el año 2016 contaba con 694 habitantes. Su extensión superficial es de 69’40 km² y tiene una densidad de 10 habitantes/km². Se encuentra situada a una altitud de 793 msnm, aproximadamente equidistante respecto a los núcleos urbanos de Sevilla (130 km), Málaga (140 km) y Cádiz (125 km).

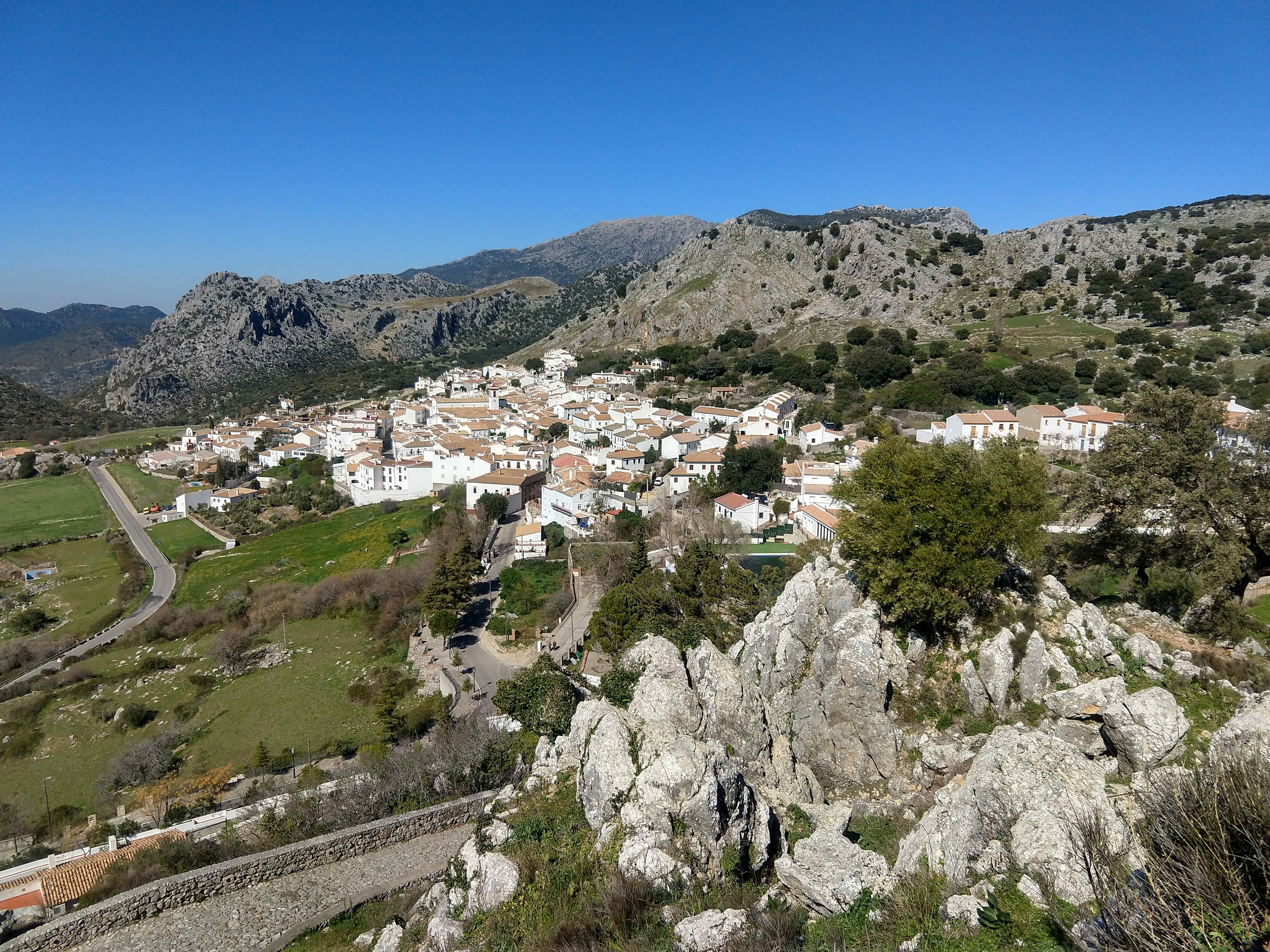
Benaocaz desde la ermita del Calvario

## Historia
Existen vestigios de presencia humana desde la prehistoria, estando el neolítico presente en la (Sima de la Veredilla, s. VI a. C.) y en diferentes cuevas de la Manga. La presencia libio-fenicia la encontramos en las vegas del Río Majaceite, la Celta en la parte oriental del término y se atestigua presencia Ibérica y Romana, siendo de la romana el antiguo camino de la Manga y el Arroyo Seco, donde aún existen restos de la calzada que comunica Benaocaz con Ubrique, de las pocas que se conservan en la sierra de Cádiz.
Como aldea, Benaocaz la fundaron los árabes en el año 715, estando bajo dominación islámica hasta que fue reconquistada a favor de los cristianos en 1485 por  Rodrigo Ponce de León, quien también ese año conquistó: Archite, Castillo de Aznalmara, Castillo de Cardela, Ubrique, Villaluenga del Rosario y Grazalema; conocidas todas estas villas, incluida Benaocaz, por "Las Siete Villas".
Coincidiendo con el final de la guerra de Granada y culminado el proceso histórico de la Reconquista, los Reyes Católicos conceden a Rodrigo Ponce de León (VII señor de Marchena, III conde de Arcos, II y último marqués de Cádiz, I duque de Cádiz (1484)) en diciembre de 1490 el Señorío de las Siete Villas y el I marquesado de Zahara, en pago por reconquistar "Las Siete Villas" 1485 y la villa de Zahara de la Sierra 1483. Obteniendo además el Palacio de Marchenilla (lugar donde se funda y ubica la localidad de El Bosque), como lugar de residencia de caza y sus alrededores por su participación junto a otros caballeros en la guerra que supuso el final del reino nazarí de Granada del rey Boabdil (enero de 1492), integrándose por tanto todas estas villas reconquistadas a la Corona de Castilla.
El 28 de agosto de 1492 muere Rodrigo Ponce de León. Los Reyes Católicos negociaron con su hija Francisca Ponce de León y Jiménez de la Fuente IV y última condesa de Arcos y su esposo (primo) Luis Ponce de León de la Casa de Villagarcia, la supresión y permuta del marquesado y del ducado de Cádiz para adherirlos a la Corona de Castilla; concediendo así la reina de Castilla Isabel I la Católica el 20 de enero de 1493 por elevación del condado de Arcos, a su hijo primogénito Rodrigo Ponce de León en compensación a I duque de Arcos, II marqués de Zahara, I Señorío de las Siete Villas, I conde de Casares, IX señor de Marchena y VI señor de Villagarcia.

## Origen de la población
El origen se remonta a la política de repoblación de las villas reconquistadas por Rodrigo Ponce de León adheridas a la Corona de Castilla a mediados del siglo XV, por parte del heredero de la casa de Arcos, Rodrigo Ponce de León en 1520. El reparto de la tierra que proclama el I duque de Arcos marca el origen de la repoblación de la Villa de Benaocaz. La situación señorial se prolongaría hasta el siglo XVIII, aunque de forma atenuada es a partir del siglo XVII, cuando los vecinos de Benaocaz alcanzan cierto grado de independencia mediante la compra de oficios jurisdiccionales a la Corona de Castilla.
El siglo XVIII representaría una etapa de prosperidad general, truncada a comienzos del siglo siguiente tanto por la epidemia de peste que afectó a la zona, como por las nefastas consecuencias de la Guerra de la Independencia, que supuso el saqueo y destrucción de los pueblos de la sierra.
En el siglo XX, durante la Guerra Civil, numerosas poblaciones fueron arrasadas, destruyendo muchos de sus monumentos y documentos. En Benaocaz se escondieron los documentos evitando así su destrucción y debido a ello se conserva el archivo histórico que data de 1515 hasta nuestros días.

## Citas y Descripciones
- Pascual Madoz: vecindad con ayuntamiento en la provincia de Cádiz (a 15 leguas), partido Judicial de Grazalema  (a 2), audiencia territorial y capitanía general de Sevilla (a 15), diócesis de ciudad de Málaga. SITUADA.  En el centro de unas montañas al este de Guadalete; tiene 1 iglesia parroquial en el centro de la población dedicada á San Pedro Apóstol, de segundo ascenso y patronato real servida por un cura y un beneficiado perpetuos, un teniente de cura y un sirviente de BENEFICIO temporales de nombramiento del diocesano. Y en los afueras 3 ermitas con la advocación del Calvario, de San Blas y de San Antón; un paseo delicioso con alameda que llama la atención por hallarse en medio de la sierra, varias fuentes abundantes, entre las cuales es notable una que además de ser caudalosa, es sumamente fresca en el verano y tibia en el invierno; y por último el lavadero de lanas de que hablaremos después. Confina el TERMINO con Villaluenga del Rosario, Ubrique y sierra de Ubrique; y en él se encuentran por el lado Norte el puerto llamado de don Fernando en el que la tradición asegura que hicieron parada los Reyes Católicos cuando la espulsion de los moros: entonces el bello sexo de esta VILLA entregó á SS.  MM.  las joyas de sus adornos para ayudar á la guerra, y desde aquella época hay en esle país el adajio "En Benaocaz la hembra lo más". En la propia dirección y á menos de una legua está situada la gran sierra del Pinar, en cuyo puntó se halla el famoso peñón de San Cristóbal, que es lo primero que se ve de España viniendo de América.
Por el Sur el desaparecido Archite en cuyo paraje hay en el día una huerta que conserva el mismo nombre: á 1 /2 leguas  de este, el castillo de Aguamara (sic, se refiere a Aznalmara) SOBRE una colina de arena gruesa, terrosa y parte pedregosa, el cual fue rehabilitado en la guerra de la independencia como punto interesaute y desde él se hicieron buenos servicios. En el día se halla arruinado, sin embargo de que tiene nombrado gobernador, que reside en Málaga á 3/4 leguas. Al O. hubo otro pueblo llamado Fátima, con un castillo que conserva el mismo nombre, y está destrozado; en diferentes sitios no lejos de la VILLA se encuentran cuevas, tan hondas y capaces, que parecen fabricadas a propósito: riegan el término Varios arroyos que solo llevan agua en tiempo de lluvia, escepto el llamado del Pajaruco que la mantiene siempre aunque con escasez, y pasa entre el desaparecido Archite y castillo de Asnamara (sic, se refiere de nuevo a Aznalmara), en cuyo tránsito tiene un puente de piedra llamado del Moro (llamado ahora el Ojo del Moro): el río Tavisna baña por la parte del N. la falda del repetido castillo por el lado del Sur se forma el nacimiento de agua llamado Moralejo muy abundante, en el que se ENCUENTRA el lavadero de lanas, para la fábrica de paños bastos del pueblo, cerca del cual se hallan los nacimientos llamados Fuente Grande y Castril que sirven ambos de lavaderos de ropa, y este último también para regar 5 huertas de arboleda y verduras, cuyos frutos son abundantes y gustosos. El TERRENO es todo áspero y sumamente pedregoso; los CAMINOS de herradura, aunque en muy buena disposición los que conducen á Cádiz y Ronda, PROD.: mucho monte de encina en cuyo fruto de bellota consiste la principal riqueza, y se mantienen numerosas piaras de cerdos, una fábrica de paños bastos y estrechos llamados de raja.
COMERCIO: la venta del ganado de cerda, y la introducción de géneros y comestibles por los arrieros.
POBLACIÓN: 861 vecinos, 3,176 almas CAP.  TERR.  PROD.: 4,620,200 reales
IMP.: 225,512 reales  CONTR.: 67,086 reales 27 m.reales.
Esta vecindad con las de Grazalema, Ubrique y Villaluenga, ejercen cierta comunidad sobre la aldea de Benamahoma, cuyos vecinos están agregados á las 4 VILLAS EN todos los ramos de la administración (V. BENAMAHOMA).

## Demografía
Benaocaz cuenta con una población de 754 habitantes (INE 2024).
| Gráfica de evolución demográfica de Benaocaz entre 1842 y 2021                                                      |
| |
| Población de derecho según los censos de población del INE Población de hecho según los censos de población del INE |

### Población por núcleos
Desglose de población según el Padrón Continuo por Unidad Poblacional del INE.

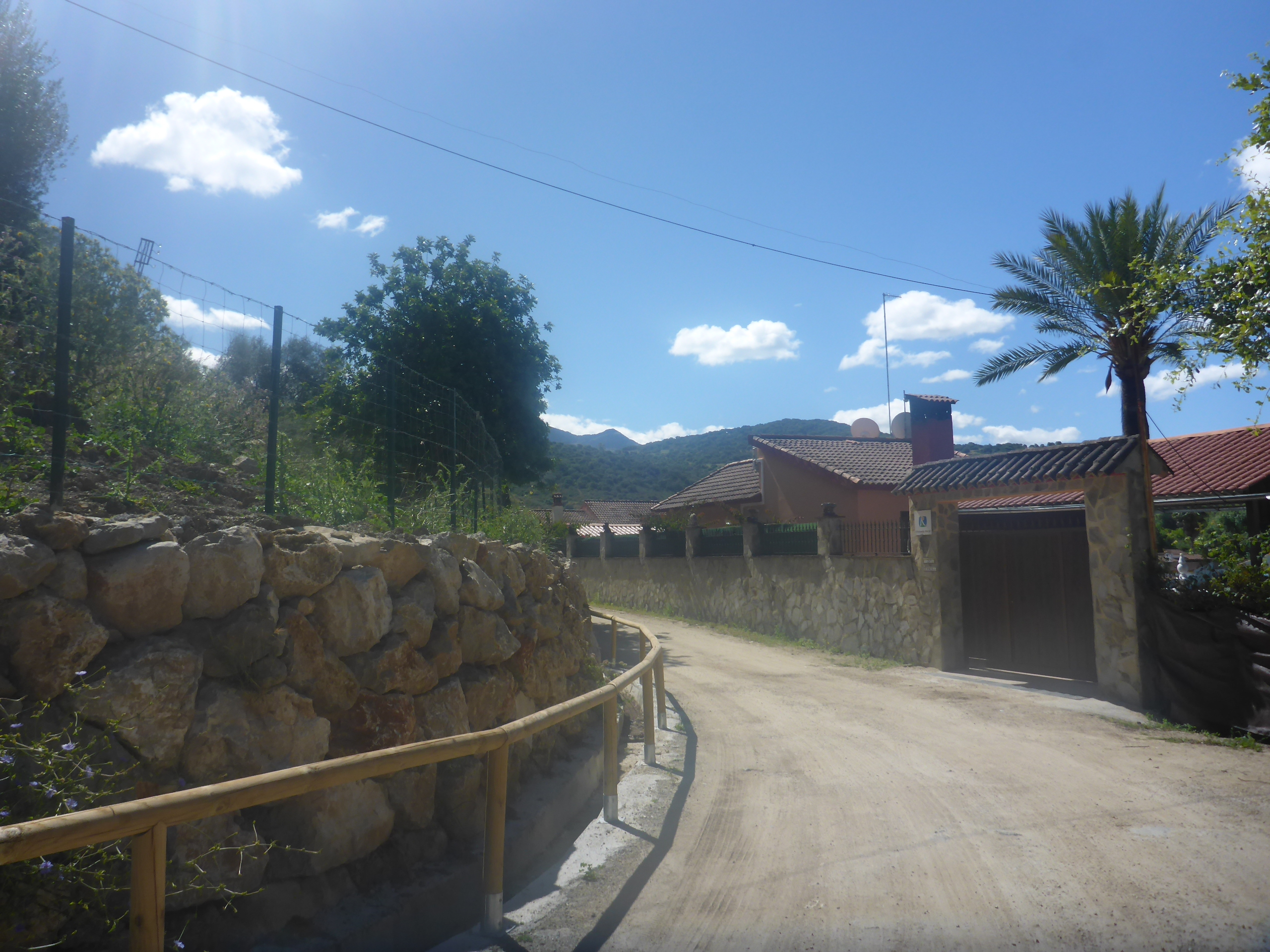
Poblado de Tavizna

| Núcleos  | Habitantes (2013) | Varones | Mujeres |
| -------- | ----------------- | ------- | ------- |
| Benaocaz | 645               | 332     | 313     |
| Tavizna  | 70                | 44      | 26      |

## Economía

### Evolución de la deuda viva municipal
| Gráfica de evolución de Deuda viva del Ayuntamiento de Benaocaz entre 2008 y 2019                                |
| |
| Deuda viva del Ayuntamiento de Benaocaz en miles de Euros según datos del Ministerio de Hacienda y Ad. Públicas. |

## Patrimonio

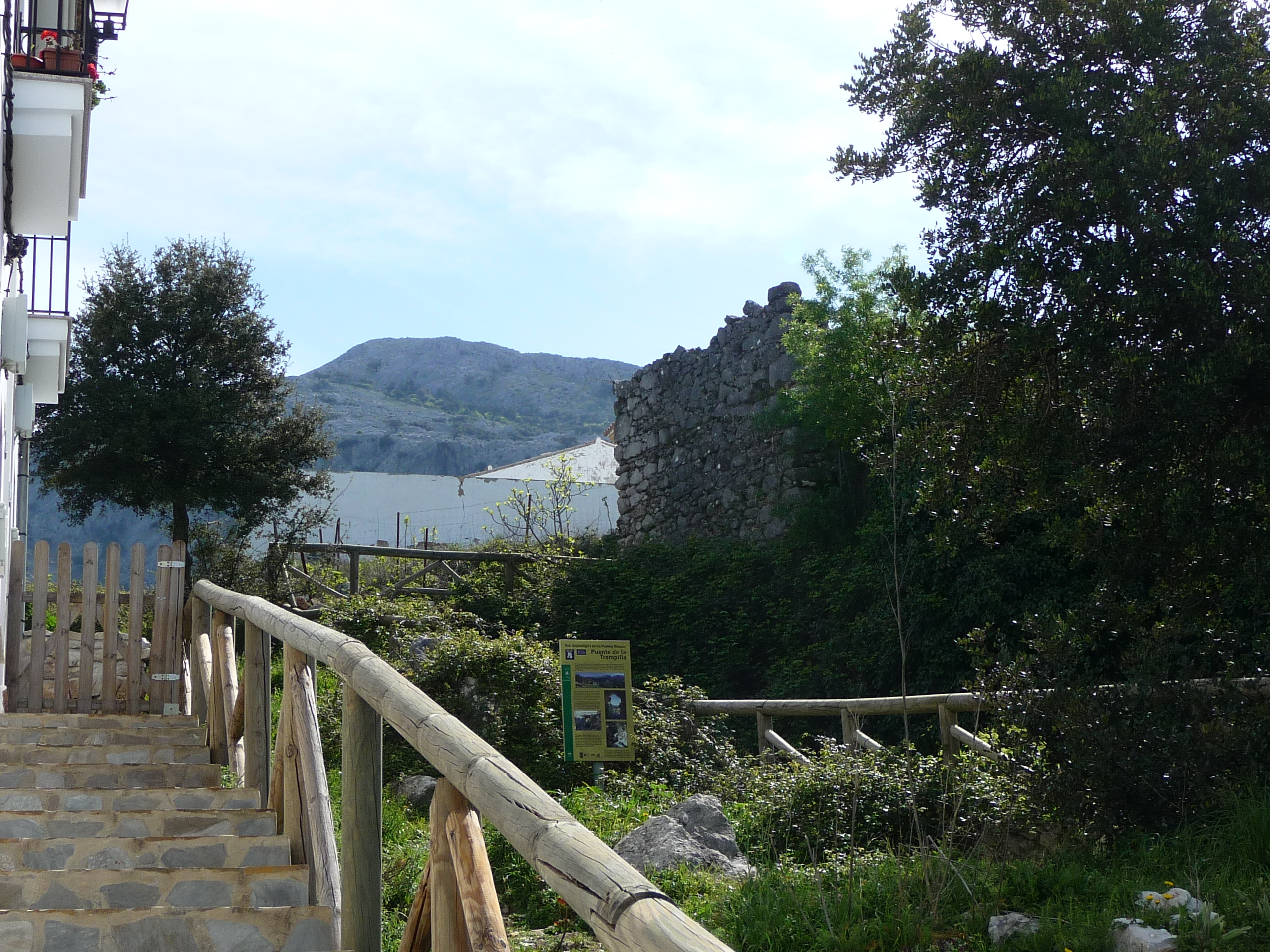
Puente de la Trampilla

Conserva los restos del barrio nazarí con su antiguo empedrado y ha sido declarado conjunto histórico.
- Barrio Nazarí: se trata de la parte más antigua de Benaocaz, de claro origen medieval, y una de las zonas de estas características mejor conservadas de la comarca, una de las últimas áreas de dominio musulmán que no caería en manos cristianas hasta la Guerra de Granada. En la actualidad está constituido por las ruinas de antiguas casas, algunas de ellas señoriales, y está caracterizado por conservar ampliamente el trazado urbanístico islámico (concretamente nazarí). Existen indicios cerámicos que apuntan a una fundación en época romana de esta zona. También se han hallado abundantes cerámicas medievales.

- Castillo de Aznalmara (Tavizna): Declarado bien de interés cultural, su nombre primitivo era el de Aznalmara; así se la conoce en la “Crónica de los Reyes Católicos” de Mosén Diego de Valera, en la “Crónica de Hernado del Pulgar” y en la “Historia de los Reyes Católicos”, de Andrés Bernáldez, el cura de Los Palacios. Se emcuentra situado sobre un escabrosísimo cerro que se alza en medio de un valle, a unos quinientos metros del río Tavizna, en la carretera de Ubrique a El Bosque. La fortaleza actualmente se encuentra derruida, presentando un enorme patio de armas en donde se puede observar un aljibe, o quizá un pozo, ya que en el cerro donde se alza existen fuentes naturales.

- Calzada Romana, que comunica con Ubrique: se trata de la vía principal del territorio en la Antigüedad, siendo en época romana cuando se aprovecha el paso natural de la manga de Villaluenga. Sería el camino antiguo que unía Ocuri y Lacílbula a través de la manga y debía tener en la Antigüedad un papel dominante en las comunicaciones, lo que justifica la existencia de notables restos arqueológicos.

- Parroquia de San Pedro: templo de estlo renacentista levantado sobre los restos de una antigua mezquita. Los cimientos de la actual torre del campanario son primitivos del alminar árabe. En ella se encuentra el Cristo de la Columna, conocido como “el Amarrao”, y el Cristo crucificado, de mediados del siglo XVIII. Actualmente se encuentra en fase de rehabilitación.

- Ermita de San Blas: construida en 1.716 gracias a donativos populares como el de Doña Juana Ahumada, que mandó desde América dos pesos para costear dos andas. Es de planta rectangular, de una sola nave y ábside de testero plano cubierto con bóveda de crucería. Sus paredes están pintadas imitando elementos arquitectónicos, como retablos, y hornacinas. Fue reconstruida en 1.924.

- Ermita de El Calvario: se trata de un edificio dentro del Conjunto Histórico, pero situado en el exterior del núcleo urbano. Tiene una arquitectura religiosa de estilo popular. Aunque es de época desconocida, su fecha de construcción data de principios del siglo XVIII. Constituye una sencilla ermita de una nave con cuerpo de espadaña lateral con campanil, destacando sobre todo la edificación blanca en lo alto de un picacho.

- Ayuntamiento con escudo de Carlos III (siglo XVIII): edificio de estilo barroco, que se compone de dos plantas, reflejadas al exterior en dos galerías con vanos de medio punto, formando calles, estando la central rematada por el Escudo Real borbónico. La cubierta es de teja árabe. Posee un archivo con documentos históricos a partir del siglo XVI.

- Fuente de Allá: De estilo barroco. Se trata de un conjunto monumental de estilo barroco compuesto de fuente pública y abrevadero de bestias con escalinata a dos niveles, realizada en sillería. Presebta un frontón partido sobre pilastras dórico-toscanas, una pileta monolítica con cuatro caños y un remate de luz pétrea. Es de época desconocida.

- Simas de Benaocaz.

- Museo: el ecomuseo permite hacer un recorrido completo por cada una de las etapas históricas, mostrando en cada caso los aspectos más destacados de esa relación entre hombre y naturaleza. A lo largo de sus salas se pueden contemplar desde restos materiales con más de 100.000 años, a objetos de época romana y medieval. El recorrido del Ecomuseo ofrece la oportunidad de conocer los aspectos más destacados de la historia de Benaocaz. Inaugurado en julio de 1999, se trata de un recinto compuesto de cinco salas por las que se puede hacer un recorrido histórico del entorno de la sierra desde la Prehistoria hasta la actualidad. Tiene carácter comarcal y sus cinco salas de exposición se estructuran en las áreas de Medio Físico, Arqueología, Historia Moderna y Etnografía. La primera de ellas está dedicada a la Prehistoria y en ella se pueden encontrar los principales yacimientos de la zona. En esta primera instancia se pueden conocer cómo vivían los cazadores, agricultores y ganaderos de aquella zona. La segunda sala está dedicada a la antigüedad y en ella se encuentran varios estudios de lo que fue la sierra romana. Cabe destacar la ciudad romana de Ocuri, de la cual se conservan grandes restos arqueológicos. La tercera instancia hace referencia a la época del señorío, con una lista de repobladores y de las primeras imágenes cartográficas del siglo XVIII. En la quinta y última sala se puede observar un estudio actual de la región y cómo han evolucionado las comunicaciones y las industrias de la tierra, como la marroquinería o la agricultura.

## Gastronomía
En Benaocaz, la industria cárnica del sector ganadero ha alcanzado la calidad artesana en la variada gama de chacinas y embutidos. Además de la carne de cerdo, hay otras provenientes de la caza mayor y menor, como venado, perdiz y conejo además de cabrito de la sierra de Cádiz.
Entre sus platos más populares, encontramos el refrito, el cocido y la olla. También aquí, como en casi toda la sierra de Cádiz, encontramos gazpachos, ajos calientes, sopas y revueltos de espárragos verdes trigueros. Los roscos trenzados y los suspiros, son los dulces más representativos de su repostería

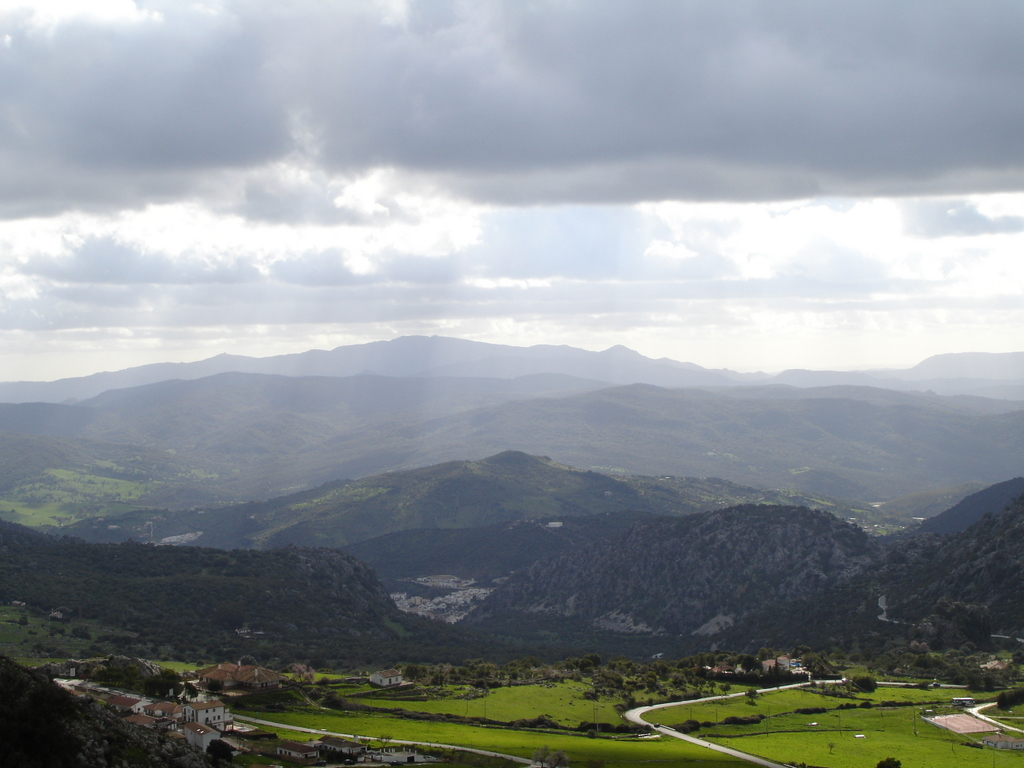
Vista de Ubrique desde Benaocaz.

## Fiestas
03/02 Fiestas del Copatrón San Blas

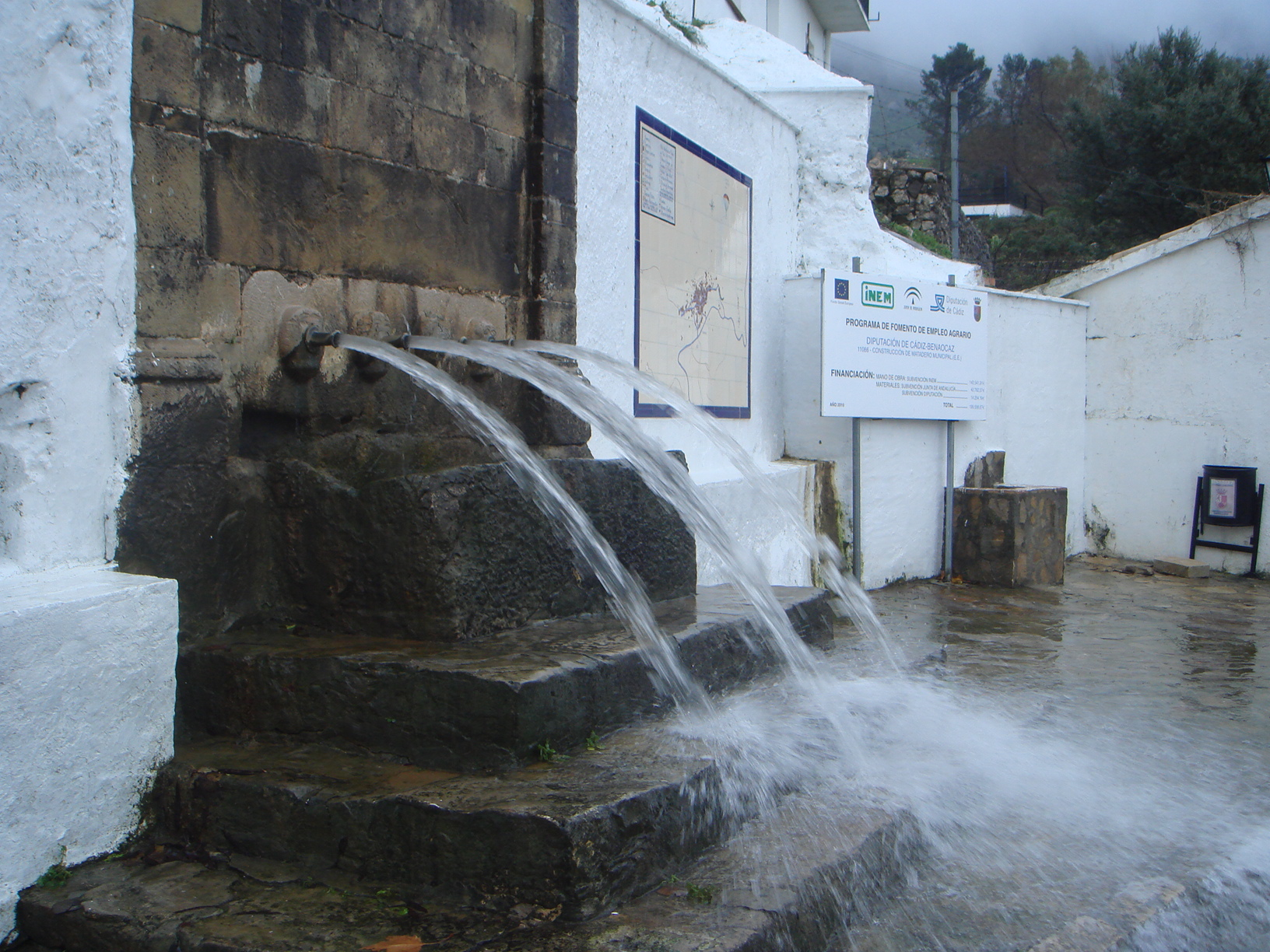
Fuente natural en Benaocaz

Se celebra el día 3 de febrero con actos litúrgicos y procesión popular.
Las fiestas se remontan al siglo XVII y tienen su eje central en la procesión, en la que cantan y bailan piezas tradicionales folklóricas, como "la ferigonza" y "abandolao", ofrenciéndole al Santo las tradicionales chacinas que se reparten entre los asistentes. Además en torno a la fiesta, tiene lugar también la suelta de 2 toros por las calles de la localidad.
13/04  Semana Santa
El Viernes Santo tiene lugar la Procesión de la Pasión, compuesta por siete pasos con gran tipismo en su recorrido.
01/06  Romería en honor al Patrón San Esteban
Primer domingo de junio. Por la mañana, misa solemne seguida de una procesión popular, dirigiéndose a “Agua Nueva”, donde tienen lugar concurso y conciertos musicales.
14/08  Feria y Fiestas Mayores y Suelta del toro de cuerda
Del 14 al 17 de agosto, se celebra la Feria y suelta del toro de cuerda. La tradición se remonta al siglo XV.

## Personajes destacados
- Fray Domingo de Benaocaz, fraile capuchino nacido en 1733. Fue profesor de Teología en Jaén y nombrado obispo por mediación de la duquesa de Medinaceli. Durante 25 años fue obispo de Ceuta donde murió en 1811 siendo sepultado en la catedral de dicha ciudad.

- Fray Buenaventura de Benaocaz, misionero capuchino que fundó la ciudad de San Fernando de Apure en 1788.

## Rutas de interés
Entre otras, destacan:
- Salto del Cabrero; acceso: mediante vehículo hasta Benaocaz por la carretera A-374 Ubrique-Ronda. Tiene su inicio esta ruta por el norte de la población, teniendo como referencia la plaza de San Antón desde donde comienza el itinerario propiamente dicho. Tomamos una pista y tras cruzar varias parcelas llegamos al Arroyo del Pajarito con su bonito puente de piedra que, aunque construido con técnicas árabes y romanas, pertenece a principios de siglo. Relativo a este bello rincón benaocaceño, existen numerosas historias fantásticas SOBRE los “espantos de Benaocaz”, historias que podemos comentar con lugareños. Desde...
- Casa del Dornajo-Casa Fardela; acceso: mediante vehículo hasta Benaocaz por la carretera A-374 Ubrique-Ronda. Al llegar al hotel de montaña El Parral, la calle principal se transforma en un sendero de herradura que primero remonta y, tras cruzar entre lapiaces y encinas desciende (casi en picado) hasta cruzar el Arroyo Pajarito. Justo antes de hacer hacerlo, encontraremos el pilar de una fuente con el chorro labrado en piedra de una forma que sólo se ha visto por esta zona. Lo seguiremos, en dirección noreste, nuevamente entre viejas encinas, y remontaremos de nuevo hacia la zona del Encinalejo.
- Calzada Romana; acceso: mediante vehículo hasta Benaocaz por la carretera A-374 Ubrique-Ronda. El sendero nos conduce desde Benaocaz hasta Ubrique a través de una antigua CALZADA de origen romano. Esta calzada nos permite descender desde Benaocaz hasta Ubrique o ascender si se elige en sentido contrario. Comienza con el mirador que la Consejería de Medio Ambiente tiene en Benaocaz, en el que podemos informarnos sobre los mayores picos y alturas de la zona. En un principio andamos paralelos a la carretera hasta que torcemos hacia la izquierda en dirección a Ubrique. En este tramo la calzada está en muy buen es...
- Rutas de las Plazas; realice un paseo por las plazas que le ofrece nuestro municipio. Entre ellas: - plaza de las Libertades. - plaza de la Constitución. - plaza del Cantillo. - plaza de la Iglesia. - C/ Ave María (calle muy típica del pueblo). - plaza Francisca Piñero. - plaza Fuente Nueva. - plaza San Antón. - plaza Pepe Ramírez. - plaza de Vista Hermosa.
- Ruta de los nacimientos; ir en dirección hacia el Salto del Cabrero, continuar hasta La Fontezuela, continuar por La Utrera (Buitreras) Nacimiento del Gorito (Garganta del Boyar) Nacimiento del Hondón Dirección "La Bodega" Continuar por el margen izquierdo del arroyo "Pajaruco", conocido como camino cuevas del arroyo. Para finalizar desde el puente se observa una preciosa vista de Benaocaz

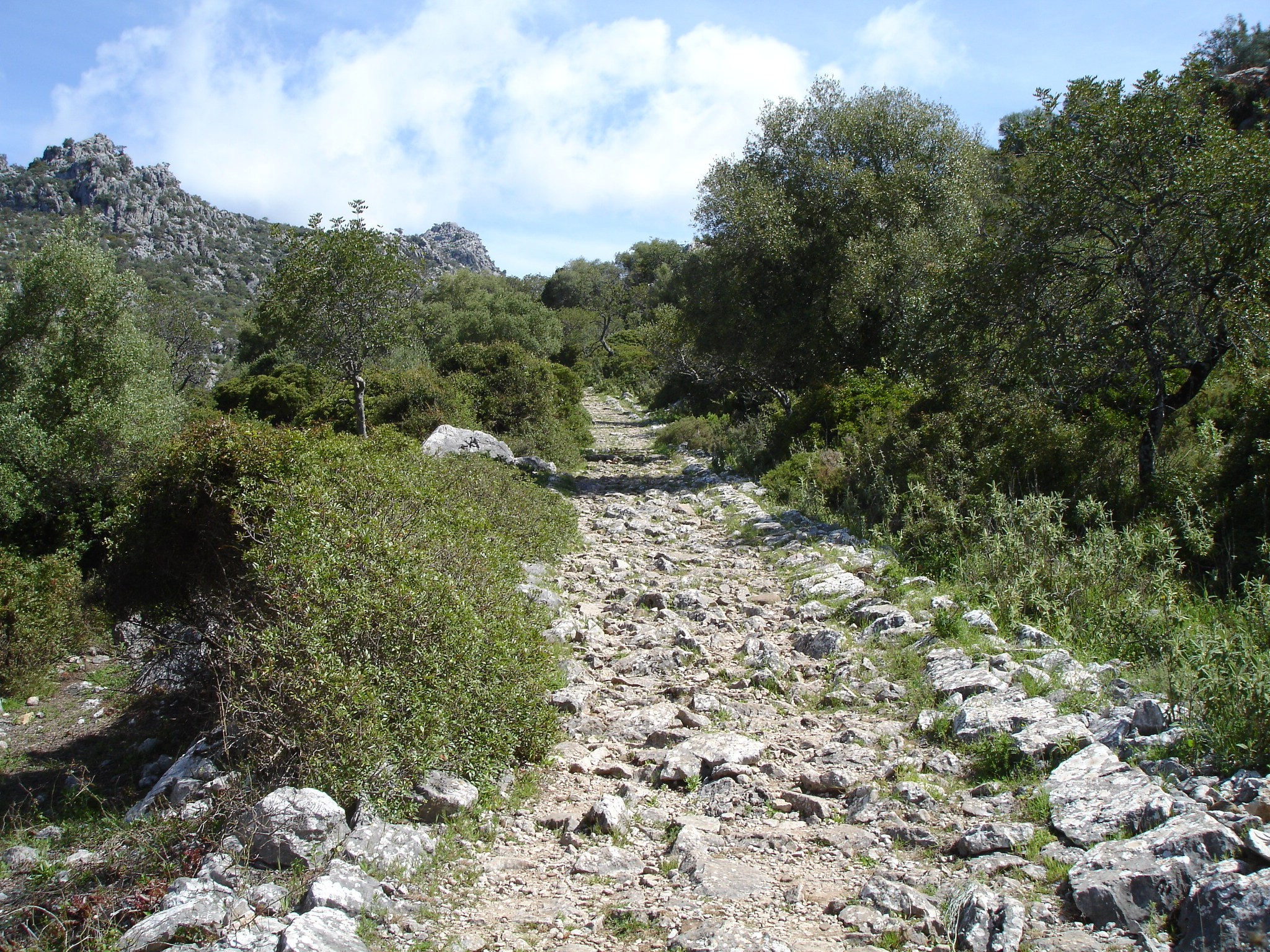
Calzada romana.

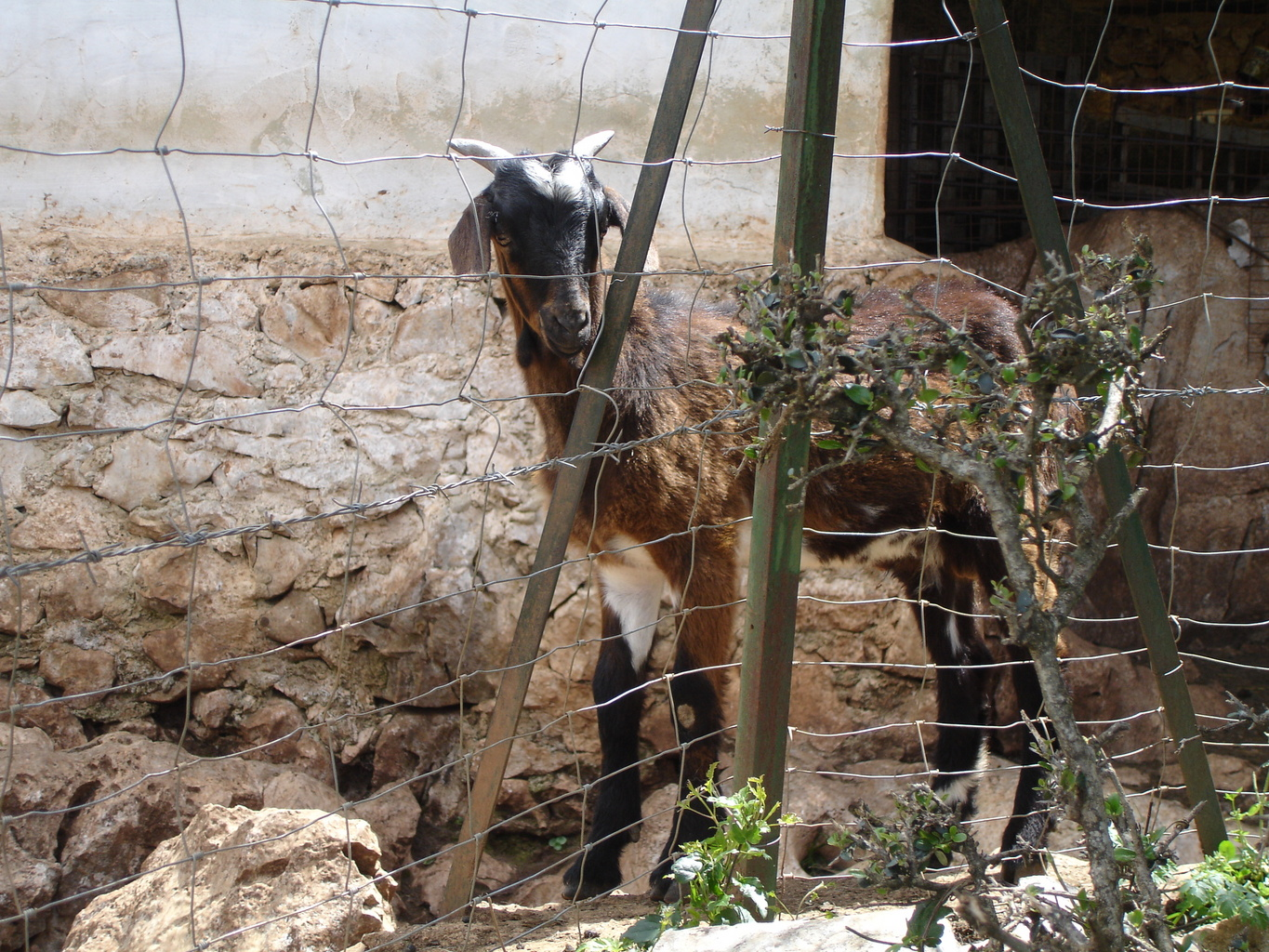
Cabra, parque natural de Grazalema.